# لین کوللا

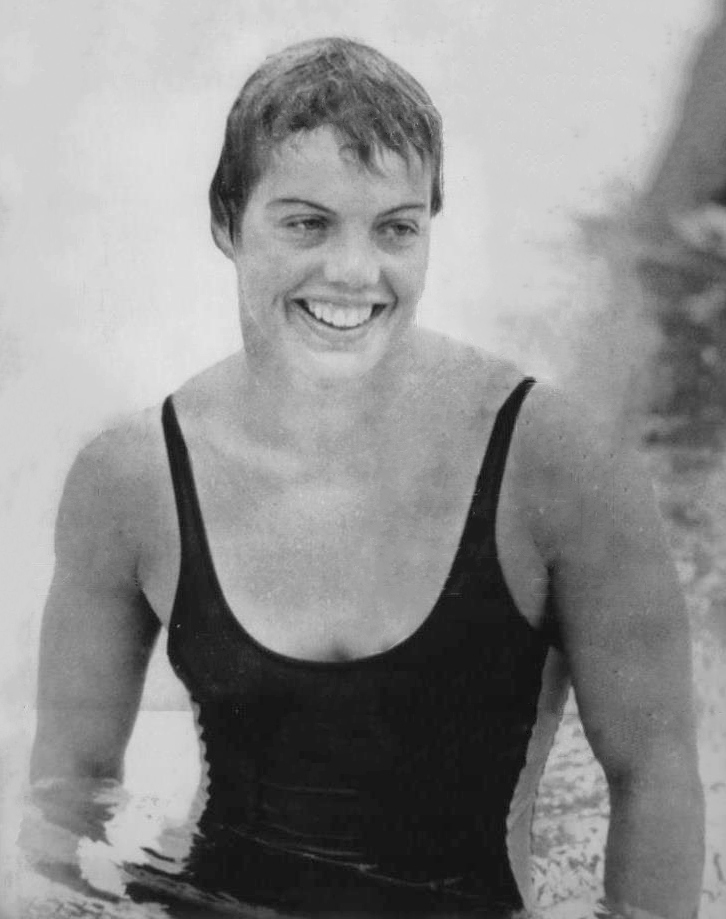
لین کوللا شناگر آمریکایی که افتخارات زیادی برای تیم ملی خود کسب کرد

لین کوللا (به انگلیسی: Lynn Colella) (زادهٔ ۱۳ ژوئن ۱۹۵۰) شناگر اهل ایالات متحده آمریکا است.